# Giovanni Cantacuzeno (cesare)
Giovanni Cantacuzeno (XII secolo – 1195) è stato un generale bizantino, faceva parte della famiglia dei Cantacuzeni e ricevette il titolo di cesare.

## Biografia
Fu probabilmente figlio primogenito di Manuele Cantacuzeno, e portava il nome del nonno Giovanni Cantacuzeno, che era morto nella campagna contro i turchi selgiuchidi nel 1174. Egli insieme al fratello Teodoro Cantacuzeno congiurò contro il sanguinario basileus Andronico I Comneno (1183-1185), e per questo l'imperatore bizantino diede l'ordine che Teodoro fosse assassinato, e Giovanni accecato, e così fu. Ma quando Andronico I Comneno fu spodestato, divenne basileus al suo posto Isacco II Angelo (1185-1195 e 1203-1204), che scarcerò Giovanni Cantacuzeno e lo nominò cesare, visto che egli era con lui imparentato, infatti Giovanni aveva sposato la sorella di Isacco II Angelo, Irene Angela, e quindi era suo cognato. Giovanni Cantacuzeno morì nel 1195, caduto sul campo, durante una battaglia contro i bulgari.